# Freeskiing

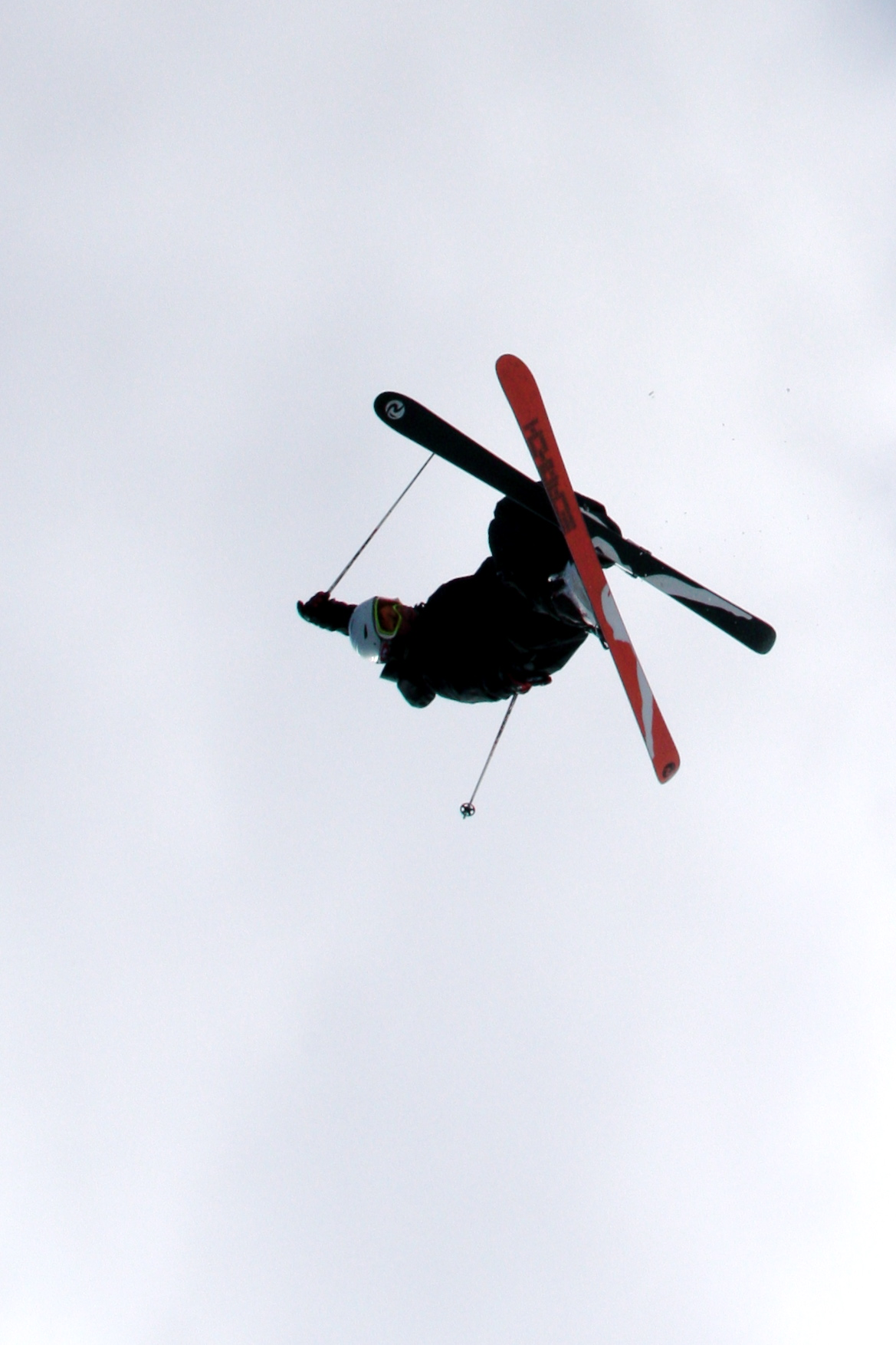
Mute grab

Freeskiing ist eine Art des Skifahrens im Bereich des Extremsports. Der Begriffsumfang des Freeskiing ist umstritten. Die Bezeichnung kann einerseits für das moderne, unkonventionelle Extremskifahren stehen, zu dem sowohl das Befahren von künstlich angelegten Parks als auch das Fahren im Tiefschnee und Gelände zählen. In diesem Fall wird das reine Parkskifahren in Szenekreisen auch als „Newschool-Skiing“ bezeichnet. Andernfalls unterteilt man zwischen Freeskiing (Park) und Freeriding (Gelände). Der Begriff dient oft der Abgrenzung vom klassischen Freestyle-Skiing, das aufgrund seiner strikten Bewertungsvorgaben und Regulatorien in Wettkämpfen von den meisten modernen Freeskiern strikt abgelehnt wird.

## Ursprung
Die Ursprünge des Freeskiings können auf die Anfänge der 1970er Jahre in den USA zurückgeführt werden. Ähnlich zu anderen Bewegungen in dieser Zeit, entstand das damals sogenannte “Freestyle-Skiing” (auch englisch „Hot-Dogging“) als wenig regulierte Alternative zur traditionellen Variante, dem Alpinen Skisport. In den folgenden Jahrzehnten etablierte sich der Sport als Bestandteil der Freestyle-Skitwettbewerbe der Fédération Internationale de Ski (FIS) und wurde in diesem Zusammenhang immer strenger reguliert. Zu diesen Regeln gehörten unter anderem ein Verbot von Rückwärtstricks auf Buckelpisten und eine Begrenzung der Anzahl von Salti bei den sogenannten Aerials.
Aus der Unzufriedenheit mit der FIS, entwickelte sich in den 1990er Jahren die Bewegung des Freeskiing. Diese "Newschool"-Bewegung war eine abtrünnige Fraktion der Freestyle-Skifahrer, die anfingen, ihre Tricks in den damals reinen Snowboardparks auszuprobieren. Die frühen Newschool-Skifahrer waren sich des sich entwickelnden Stils und der Einstellung des Snowboardens sehr bewusst und übernahmen diese für ihren eigenen Sport. Der Newschool-Skifahrer ist in seinem Stil mehr mit dem Snowboarder verwandt als mit dem traditionellen Stil des Skifahrers.
In den letzten Jahren haben viele Skigebiete sogenannte Funparks eingeführt, in denen Skifahrer und Snowboarder Tricks versuchen können. Diese Parks umfassen viele verschiedene Hindernisse, wie Rails (Geländer), Boxen, „Kicker“ (Sprünge) und Halfpipes. Es ist inzwischen auch üblich, dass Newschool-Skifahrer in den Städten urbane Merkmale als Hindernisse nutzen, um im Snowpark gelernte Tricks zu zeigen. Ein besonderer Bestandteil der Ausrüstung im Freeskiing ist der Twintip-Ski. Twintip-Skier gibt es in allen Formen und Größen und wurden ursprünglich speziell für das Newschool-Skifahren hergestellt. Twintip-Skier sind an beiden Enden hochgebogen, um sowohl normales Skifahren (vorwärts) als auch Switch-Skifahren (rückwärts) zu ermöglichen.
Die Revolution des Freeskiings in den 1990er Jahren wurde durch eine Unzahl von Filmen, Webseiten und Magazinen unterstützt, die diesen neuen Fahrstil vorstellten. Wettbewerbe sind seit den Anfängen ein wichtiger Teil des Sports, die Selbstdarstellung mithilfe von Fotos und Videos stellt für die Athleten jedoch auch heute noch einen elementaren Teil des Sports dar.
Seit den Olympischen Winterspielen 2014 in Sotschi ist Freeskiing mit den Disziplinen Ski-Halfpipe und Slopestyle der Männer und Frauen als Teil des Freestyle-Skiing vertreten. Mit den Olympischen Winterspielen 2022 wird eine weitere Disziplin, das „Ski Big Air“, bei den Olympischen Winterspielen vertreten sein. Es wird erwartet, dass der olympische Status einen direkten Einfluss auf das Training, die Finanzierung und die den Athleten zur Verfügung stehenden Ressourcen haben wird.

## Disziplinen des Freeskiings

### Big Mountain
Siehe Freeride (Wintersport)

### Park and Pipe
Der Begriff steht für das Fahren in künstlich angelegten Funparks. Ausgestattet mit Rails, Boxen, Halfpipes, Sprüngen verschiedener Größe und diversen anderen Hindernissen („Obstacles“), auf denen spektakuläre Tricks vollführt werden.
Diese Funparks werden immer häufiger in Skigebieten oder Skihallen errichtet, da die Nachfrage der Sportler steigt und der Tourismus das trendige Potential erkannt hat.

### Urban Skiing
Dieser Begriff umfasst das Fahren in städtischen Gebieten unter Nutzung der städtischen Infrastruktur. Dazu zählen zum Beispiel das sogenannte „sliden“ auf (Treppen)geländern und Mauern, das Befahren kleiner künstlich errichteter Schanzen und die Einbindung von Hindernissen in Tricks. Der Freeskier versucht, die Stadt als existierenden Park zu nutzen. Vergleichbar ist diese Denkweise mit dem Street-Skateboarden.

## Ausrüstung
Beim Freeskiing werden meist Twintip-Ski verwendet, die mehr Beweglichkeit, sowie das Rückwärtsfahren und -landen ermöglichen. Um die Balance und das Drehverhalten bei Sprüngen und Obstacles zu verbessern, wird die Bindung meist mittig montiert, während sie beim klassischen Pistenski aus Stabilitätsgründen eher ein Stück hinter der Mitte befestigt ist. Die meisten Freerider haben bei Geländefahrten einen Rucksack mit Lawinenverschüttetensuchgerät (LVS), Sonde und Schaufel dabei. Dies erleichtert bei einem Lawinenabgang die Suche nach Verschütteten und gibt zusätzlich die Möglichkeit, im Gelände Kicker (Schanzen) zu errichten.

### Weitere Ausrüstung
| Spezifische Ausrüstungsgegenstände | Park und Pipe/Urban                                                         | Freeride/Big Mountain |
| ---------------------------------- | --------------------------------------------------------------------------- | --- |
| Skistock                           | Skistöcke normaler oder kürzerer Länge um die Bewegungsfreiheit zu erhöhen. | Skistöcke normaler Länge mit breiterem Teller für die Bedingungen im Tiefschnee.                                                                 |
| Helm, Protektoren                  | Halbschalenhelm ähnlich einem Skatehelm, Rückenprotektor                    | Sowohl Halbschalen- als auch Fullfacehelm (aus dem MTB-Downhill Bereich) Protektorenjacke mit Rücken-, Brust, Schulter und Ellenbogenprotektoren |
| Skischuhe                          | Spezielle Freeski-Schuhe mit weichem Flex und Dämpfungssystemen             | Spezielle Freeride-Schuhe mit hartem Flex und Dämpfungssystemen                                                                                  |
| Rucksack                           | Keiner                                                                      | Rucksack mit Lawinenverschüttetensuchgerät (LVS), Sonde, Schaufel und Lawinenairbag                                                              |

## Popularität
In den USA schaffte das Freeskiing vor allem durch den Film The Blizzard of Aahs den Durchbruch, der beitrug, dass das offene Gelände den Sportlern zugängig gemacht wurde. Vor allem durch die X-Games erfreut sich der Sport immer größer werdender Beliebtheit. Große Szene-Namen wie Glenn Plake, Candide Thovex, Tom Wallisch, Seth Morrison, Shane McConkey, Charles Garnier, Tanner Hall, Eric Pollard, Jon Olsson, Simon Dumont und Kristi Leskinen steigerten ebenfalls die Popularität.